# مارك بيرن
مارك بيرن (بالإنجليزية: Mark Byrne)‏ (9 نوفمبر 1988 - ) هو لاعب كرة قدم أيرلندي في مركز الوسط. لعب مع روشدين ودايموندز ونادي بارنت ونادي بيرتن ألبيون ونوتينغهام فورست ونيوبورت كونتي.

## وصلات خارجية
- مارك بيرن على موقع قاعدة بيانات كرة القدم.إي يو (الإنجليزية)
- مارك بيرن على موقع Soccerbase.com (لاعب) (الإنجليزية)
- مارك بيرن على موقع Soccerway.com (الإنجليزية)